# Kari Närdemann
Kari Närdemann (* 10. Juli 1996 in Recklinghausen) ist eine deutsche Fußballspielerin, die als Torhüterin aktiv ist und seit dem 1. Juli 2023 dem VfL Bochum angehört.

## Karriere
Närdemann spielte zuletzt für die B-Juniorinnen der SGS Essen und bestritt in der Saison 2012/13 16 Punktspiele in der Staffel West/Südwest der B-Juniorinnen-Bundesliga, bevor sie zur Saison 2013/14 in die zweite Mannschaft aufrückte. Bis zum Saisonende 2014/15 gehörte sie der Zweitvertretung in der drittklassigen Regionalliga West an, in der sie 19 Punktspiele bestritt. Ihr Debüt im Seniorinnenbereich erfolgte zum Saisonstart am 8. September 2013 beim 1:0-Sieg im Auswärtsspiel gegen Borussia Mönchengladbach. Bis zum 13. April 2014 (19. Spieltag) folgten weitere acht Punktspiele; während dieser Zeit gehörte sie an acht Spieltagen und an weiteren sieben danach an insgesamt 15 Spieltagen dem Kader der ersten Mannschaft an. In der Folgesaison bestritt sie zehn Drittligaspiele und gehörte dem Kader der ersten Mannschaft an vier Spieltagen an.
Mit Abiturabschluss am Gymnasium Wanne begab sie sich in die Vereinigten Staaten nach Cookeville im Bundesstaat Tennessee an die Tennessee Technological University für ein vierjähriges Studium mit Schwerpunkt  International Business Management. Für das Sport-Team der Bildungseinrichtung, den Golden Eagles, bestritt sie 75 Meisterschaftsspiele in der Ohio Valley Conference in der NCAA Division I.
Nach Deutschland zurückgekehrt, fand sie im SV Meppen ihren neuen Verein. Mit 16 Punktspielen trug sie in der 2. Bundesliga zum vierten Platz bei, der dennoch zum Aufstieg in die Bundesliga berechtigte, da die zweit- und drittplatzierten Mannschaften, die Zweitvertretungen der in der höchsten Spielklasse vertretenen Vereine VfL Wolfsburg und TSG 1899 Hoffenheim, nicht aufstiegsberechtigt waren. In der Bundesliga wurde sie in sieben, den ersten vier und den letzten drei, Saisonspielen eingesetzt. Ihr Debüt gab sie zum Saisonstart am 6. September 2020 im torlosen Auswärtsspiel gegen den MSV Duisburg. Da ihre Mannschaft die Klasse nicht halten konnte und in die 2. Bundesliga zurückkehrte, wurde sie vom Mitabsteiger MSV Duisburg verpflichtet, für den sie nach 18 Zweitligaspielen und dem zweiten Platz – hinter dem SV Meppen – in die Bundesliga zurückkehrte. Sie gehörte dem Verein, der in der Spielklasse verblieb, bis zum Ende der Saison 2023/24 an, kam einzig am 3. Dezember 2022 (9. Spieltag) bei der 1:4-Niederlage im Auswärtsspiel gegen den SC Freiburg zu einem Bundesligaspiel sowie in vier Spielen für die Zweitvertretung in der viertklassigen Niederrheinliga zum Einsatz. Zur Saison 2023/24 wurde sie vom Drittligisten VfL Bochum unter Vertrag genommen, für den sie 21 Punktspiele bestritt, mit ihm die Saison als regionaler Meister abschloss und in die 2. Bundesliga aufstieg.

## Erfolge
- Meister Regionalliga West 2024 und Aufstieg in die 2. Bundesliga